# Boumba (Niger)
Boumba (englische Schreibweise: Bumba) ist ein Dorf in der Landgemeinde Falmey in Niger.

## Geographie
Das Dorf liegt am linken Ufer des Flusses Niger, der hier die Staatsgrenze zu Benin bildet. Es befindet sich etwa 20 Kilometer südlich des Hauptorts Falmey der gleichnamigen Landgemeinde und des gleichnamigen Departements Falmey, das zur Region Dosso gehört.
Bei Boumba mündet der Dallol Bosso in den Niger. In der Nähe des Dorfes befindet sich der Nationalpark W. Boumba ist Teil des Dosso-Reservats, eines 306.500 Hektar großen Naturschutzgebiets, das 1962 als Pufferzone zum Nationalpark W eingerichtet wurde. Es herrscht das Klima der Sudanzone vor, mit einer durchschnittlichen jährlichen Niederschlagshöhe zwischen 600 und 700 mm.

## Geschichte
Das Dorf wurde Mitte des 19. Jahrhunderts von mehreren Zarma-Familien gegründet, die aus der krisengeschüttelten Stadt Dosso kamen. Boumba war für kurze Zeit – vom 1. Februar bis 2. Dezember 1908 – der Sitz eines gleichnamigen Sektors im französischen Militärterritorium Niger. Der Sektor Boumba umfasste unter anderem die Städte Gaya und Say.
Bei einer Untersuchung im Jahr 1987 wurde beim Befall mit der Saugwürmer-Art Schistosoma haematobium unter den 7- bis 15-Jährigen im Ort eine Prävalenz von 16 Prozent festgestellt. Das Armed Conflict Location and Event Data Project erfasste für das erste Quartal 2024 in der Region Dosso insgesamt 18 gewaltsame Konfliktfälle mit 13 Toten und nannte Boumba unter den betroffenen Orten.

## Bevölkerung
Bei der Volkszählung 2012 hatte Boumba 1774 Einwohner, die in 203 Haushalten lebten. Bei der Volkszählung 2001 betrug die Einwohnerzahl 1414 in 185 Haushalten und bei der Volkszählung 1988 belief sich die Einwohnerzahl auf 866 in 166 Haushalten.
Die Bevölkerung gehört mehrheitlich der Volksgruppe der Zarma an.

## Wirtschaft und Infrastruktur
Die wichtigsten Erwerbszweige im Ort sind die Landwirtschaft, vor allem der Anbau von Hirse, und die Pirogen-Schifffahrt am Niger. Der Markttag in Boumba ist Dienstag. Es gibt eine Schule im Dorf. Boumba ist über die 4,3 Kilometer lange Route 321, eine einfache Erdstraße, mit der Nationalstraße 35 zwischen Gaya und Winditane verbunden.